# Cometes columbianus
Cometes columbianus là một loài bọ cánh cứng trong họ Cerambycidae.